# Everytime
"Everytime" là một bài hát của nghệ sĩ thu âm người Mỹ Britney Spears nằm trong album phòng thu thứ tư của cô, In the Zone (2003). Nó được phát hành như là đĩa đơn thứ ba trích từ album vào ngày 10 tháng 5 năm 2004 bởi Jive Records. Sau khi mối quan hệ tình cảm giữa cô và ca sĩ người Mỹ Justin Timberlake tan vỡ, nữ ca sĩ bắt đầu chơi thân với ca sĩ hát đệm của mình Annet Artani. Họ bắt đầu viết nhạc cùng nhau tại nhà riêng của Spears ở Los Angeles cũng như ở Lombardy, Ý, nơi "Everytime" được viết. Britney sáng tác phần nhạc trên cây đàn piano của cô, và cô đã cùng viết lời với Artani. Theo Artani, bài hát được viết như là một lời hồi đáp với đĩa đơn năm 2002 của Timberlake "Cry Me a River". Được sản xuất bởi Guy Sigsworth, đây là một bản pop ballad với nội dung như là một lời cầu xin tha thứ bởi vô tình làm tổn thương người yêu cũ.
Sau khi phát hành, "Everytime" nhận được những đánh giá tích cực từ các nhà phê bình đương đại, trong đó họ đánh giá cao nội dung lời bài hát đơn giản nhưng mộc mạc của nó và là một điểm nhấn nổi bật của In the Zone. Sự trưởng thành trong khả năng viết lời và sản xuất của Spears cũng nhận được nhiều lời tán dương. Bài hát cũng gặt hái những thành công vượt trội về mặt thương mại, đứng đầu các bảng xếp hạng ở Úc, Hungary, Ireland và Vương quốc Anh, và lọt vào top 10 ở hầu hết những thị trường nó xuất hiện, bao gồm vươn đến top 5 ở Áo, Bỉ, Canada, Đan Mạch, Pháp, Đức, Hà Lan, Na Uy và Thụy Điển. Tại Hoa Kỳ, "Everytime" đạt vị trí thứ 15 trên bảng xếp hạng Billboard Hot 100, trở thành đĩa đơn thứ bảy của Spears lọt vào top 20 tại đây. Để quảng bá bài hát, nữ ca sĩ đã trình diễn nó trên nhiều chương trình truyền hình và lễ trao giải lớn, như Saturday Night Live và Top of the Pops, và trong nhiều chuyến lưu diễn trong sự nghiệp của cô.
Video ca nhạc cho "Everytime" được đạo diễn bởi David LaChapelle với cảm hứng từ bộ phim năm 1995 Leaving Las Vegas, trong đó Spears vào vai một ngôi sao luôn bị săn đuổi bởi những tay săn ảnh, và sau đó chết đuối trong bồn tắm khi bị thương ở đầu. Trong bệnh viện, các bác sĩ đã không cứu sống được cô trong khi một đứa trẻ được sinh ra ở phòng bên cạnh, ngụ ý cô đầu thai. Ban đầu, cốt truyện sẽ bao gồm cảnh Spears tự vẫn vì dùng thuốc quá liều, nhưng đã được hủy bỏ sau khi vấp phải những lời chỉ trích từ một số tổ chức xã hội. Kể từ khi phát hành, bài hát đã xuất hiện trong nhiều album tuyển tập của Spears, bao gồm Greatest Hits: My Prerogative (2004) và The Singles Collection (2009), cũng như được hát lại bởi một số nghệ sĩ như Glen Hansard, Kelly Clarkson và James Franco trong bộ phim năm 2013 Spring Breakers.

## Danh sách track
| - Đĩa CD tại châu Âu 1. "Everytime" (bản album) — 3:50 2. "Everytime" (Hi-Bias Radio phối lại) — 3:29 - Đĩa CD maxi tại Úc, Canada, châu Âu và Nhật 1. "Everytime" (bản album) — 3:50 2. "Everytime" (Hi-Bias Radio phối lại) — 3:29 3. "Everytime" (Above & Beyond's Radio phối) — 3:47 4. "Everytime" (The Scumfrog Vocal phối) — 9:53 - Đĩa CD maxi tại Đức 1. "Everytime" (bản album) — 3:50 2. "Everytime" (Hi-Bias Radio phối lại) — 3:29 3. "Everytime" (Above & Beyond's Radio phối) — 3:47 4. "Don't Hang Up" — 4:01 | - Đĩa đơn DVD 1. "Everytime" — 4:09 2. "Breathe on Me" (trình diễn trên chương trình Britney Spears CD:UK Special) — 3:54 - Đĩa than 12" tại Anh quốc 1. "Everytime" (Hi-Bias Radio phối lại) — 3:29 2. "Everytime" (Above & Beyond's Radio phối) — 3:47 3. "Everytime" (The Scumfrog Vocal phối) — 9:53 - Đĩa than 12" tại Mỹ (The Remixes) 1. "Everytime" (The Scumfrog Vocal phối) — 9:53 2. "Everytime" (Valentin phối lại) — 3:28 3. "Everytime" (Above & Beyond's Club phối) — 8:46 4. "Everytime" (Dr. Octavo's Transculent Mixshow chỉnh sửa) — 5:18 |

## Xếp hạng
| Bảng xếp hạng (2001-02)              | Vị trí cao nhất |
| ------------------------------------ | --------------- |
| Úc (ARIA)                            | 1               |
| Áo (Ö3 Austria Top 40)               | 4               |
| Bỉ (Ultratop 50 Flanders)            | 4               |
| Bỉ (Ultratop 50 Wallonia)            | 5               |
| Canada (Canadian Singles Chart)      | 2               |
| Đan Mạch (Tracklisten)               | 3               |
| Châu Âu (European Hot 100 Singles)   | 2               |
| Phần Lan (Suomen virallinen lista)   | 18              |
| Pháp (SNEP)                          | 2               |
| Đức (Official German Charts)         | 4               |
| Hy Lạp (IFPI Greece)                 | 15              |
| Hungary (Mahasz)                     | 1               |
| Ireland (IRMA)                       | 1               |
| Hà Lan (Dutch Top 40)                | 4               |
| Hà Lan (Single Top 100)              | 4               |
| Na Uy (VG-lista)                     | 3               |
| Ba Lan (Polish Singles Chart)        | 5               |
| Scotland (OCC)                       | 1               |
| Thụy Điển (Sverigetopplistan)        | 1               |
| Thụy Sĩ (Schweizer Hitparade)        | 1               |
| Anh Quốc (OCC)                       | 1               |
| Hoa Kỳ Billboard Hot 100             | 15              |
| Hoa Kỳ Adult Pop Airplay (Billboard) | 25              |
| Hoa Kỳ Dance Club Songs (Billboard)  | 17              |
| Hoa Kỳ Pop Airplay (Billboard)       | 4               |

| Bảng xếp hạng (2004)                 | Vị trí |
| ------------------------------------ | ------ |
| Australia (ARIA)                     | 72     |
| Austria (Ö3 Austria Top 75)          | 12     |
| Belgium (Ultratop 50 Flanders)       | 24     |
| Belgium (Ultratop 40 Wallonia)       | 21     |
| Denmark (Tracklisten)                | 20     |
| France (SNEP)                        | 64     |
| Germany (Official German Charts)     | 20     |
| Hungary (Mahasz)                     | 45     |
| Ireland (IRMA)                       | 6      |
| Netherlands (Dutch Top 40)           | 63     |
| Netherlands (Single Top 100)         | 45     |
| Norway Summer Period (VG-lista)      | 4      |
| Sweden (Sverigetopplistan)           | 8      |
| Switzerland (Schweizer Hitparade)    | 18     |
| UK Singles (Official Charts Company) | 25     |
| US Billboard Hot 100                 | 18     |

## Chứng nhận
| Quốc gia                                                                           | Chứng nhận | Số đơn vị/doanh số chứng nhận |
| ---------------------------------------------------------------------------------- | ---------- | ----------------------------- |
| Úc (ARIA)                                                                          | Vàng       | 35.000^                       |
| Bỉ (BEA)                                                                           | Vàng       | 25.000*                       |
| Pháp (SNEP)                                                                        | Bạc        | 125,000*                      |
| Đức (BVMI)                                                                         | Vàng       | 250.000^                      |
| Na Uy (IFPI)                                                                       | Bạch kim   | 10.000*                       |
| Thụy Điển (GLF)                                                                    | Bạch kim   | 20.000^                       |
| Anh Quốc (BPI)                                                                     | Vàng       | 400,000^                      |
| Hoa Kỳ (RIAA)                                                                      | Vàng       | 500.000^                      |
| * Chứng nhận dựa theo doanh số tiêu thụ. ^ Chứng nhận dựa theo doanh số nhập hàng. |            |                               |

## Lịch sử phát hành
| Nước           | Ngày                | Định dạng           | Nhãn     | Nguồn         |
| -------------- | ------------------- | ------------------- | -------- | ------------- |
| Đức            | 10 tháng 5 năm 2004 | CD                  | Sony BMG | [ 54 ] [ 55 ] |
| Hoa Kỳ         | 11 tháng 5 năm 2004 | Radio hit đương đại | Jive     | [ 56 ]        |
| Hoa Kỳ         | 22 tháng 5 năm 2004 | 12"                 | Jive     | [ 57 ]        |
| Nhật Bản       | 26 tháng 5 năm 2004 | CD                  | Sony BMG | [ 58 ]        |
| Canada         | 8 tháng 6 năm 2004  | CD                  | Sony BMG | [ 59 ]        |
| Vương quốc Anh | 14 tháng 6 năm 2004 | CD                  | RCA      | [ 60 ]        |
| Vương quốc Anh | 14 tháng 6 năm 2004 | DVD                 | RCA      | [ 61 ]        |